# Elvis-A-Rama Museum
Het Elvis-A-Rama Museum was van 1999 tot 2006 een museum aan de Las Vegas Strip in Paradise, Nevada. Het was gewijd aan de filmacteur en rock-'n-rollzanger Elvis Presley.
Het  werd geopend op 5 november 1999 en had een oppervlakte van 760 m². Op een muur met een lengte van 26 meter werd het leven en de loopbaan van Elvis verteld. Ook waren er meer dan dertig schilderingen te zien van de kunstenaar Robert Emerald Shappy.
De collectie werd verzameld door Chris Davidson en bestond uit auto's, podiumkleding, gitaren en andere memorabilia, met een waarde van miljoenen dollars. Tijdens een inbraak op 17 maart 2004 werden juwelen en een handvuurwapen gestolen die anderhalf jaar later terugkwamen toen de dader werd betrapt.
Het museum werd gekocht door Elvis Presley Enterprises die het op 1 oktober 2006 sloot, om de weg vrij te maken voor een Elvis-attractie in Las Vegas.